# Kids in Love (single)
Kids in Love is een nummer van de Noorse dj Kygo uit 2017, in samenwerking met de Amerikaanse band The Night Game. Het is de eerste single van zijn gelijknamige tweede studioalbum.
Het nummer is een combinatie van een EDM-nummer en een poprocknummer. Pete Townshend, gitarist van The Who, heeft meegeschreven aan "Kids in Love". Het nummer werd in een aantal landen een klein hitje. In Kygo's thuisland Noorwegen had het nummer veruit het meeste succes met een 8e positie. In de Nederlandse Top 40 haalde het een bescheiden 22e positie, en in Vlaanderen haalde het de 10e positie in de Tipparade.